# Larnell Cole
Larnell James Cole (sinh ngày 9 tháng 3 năm 1993) là một cầu thủ bóng đá người Anh thi đấu ở vị trí tiền vệ cho câu lạc bộ Warrington Town.